# Joakim Zander
Joakim Zander (* 20. Januar 1975 in Stockholm) ist ein schwedischer Jurist und Autor. 

## Leben
Joakim Zander wuchs in Söderköping auf. Er lebte auch in Syrien, den Vereinigten Staaten (Schüleraustausch) und in Israel. Nach seinem Militärdienst studierte er an der Universität Uppsala Jura und arbeitete zehn Jahre lang für das Europäische Parlament und die Europäische Kommission in Brüssel. Während dieser Zeit verfasste er eine Dissertation, mit der er 2009 von der Universität Maastricht promoviert wurde.
2013 debütierte er mit dem Kriminalroman Simmaren, der bei Wahlström & Widstrand erschien und in 30 Ländern veröffentlicht wurde. Der Nachfolgeroman Orten von 2015, ebenfalls mit der EU-Referentin Klara Walldéen als Heldin, wurde für den Schwedischen Krimipreis nominiert. Beide Romane erschienen auf Deutsch im Rowohlt Verlag.  
Am 1. September 2017 erschien der dritte Krimi um Klara Walldéen, „Der Freund“, auf Deutsch.
Zander lebt mit seiner Frau und seinen zwei Kindern in Lund.

## Werke
Klara-Walldéen-Reihe
- Simmaren. Spänningsroman. Wahlström & Widstrand, Stockholm 2013, ISBN 978-91-46-22414-3.
  - Der Schwimmer. Thriller. 2. Auflage. Rowohlt Taschenbuch Verlag, Reinbek 2016, ISBN 978-3-499-26888-5.
- Orten. Spänningsroman. Wahlström & Widstrand, Stockholm 2015, ISBN 978-91-46-22942-1.
  - Der Bruder. Thriller. Rowohlt Taschenbuch Verlag, Reinbek 2016, ISBN 978-3-499-26889-2.
- Der Freund. Thriller. Rowohlt Taschenbuch Verlag, Reinbek 2017, ISBN 978-3-499-27363-6.

andere
- The Application of the Precautionary Principle in Practice. Dissertation. Cambridge University Press, 2010, ISBN 978-0-521-76853-5.
- Ett ärligt liv. Wahlström & Widstrand, Stockholm 2022, ISBN 978-91-46-23774-7.
  - Ein ehrliches Leben. Roman. Rowohlt, Hamburg 2024, ISBN 978-3-499-01216-7.